# برونو چیرینو
برونو چیرینو (ایتالیایی: Bruno Cirino؛ ۲۵ اکتبر ۱۹۳۶ – ۱۷ آوریل ۱۹۸۱) بازیگر اهل ایتالیا بود. وی دانش‌اموختهٔ آکادمی ملی هنرهای نمایشی سیلویو دامیکو بود.
از فیلم‌ها یا برنامه‌های تلویزیونی که وی در آن نقش داشته‌است، می‌توان به زندگی لئوناردو داوینچی، آلونسانفان و لیبرا، عشق من اشاره کرد.